# 呂子臧
吕子臧（6世纪—618年），隋末唐初蒲州河东（今山西省永济市）人。
隋朝大业末年为南阳郡丞。李渊太原起兵入京师，派遣马元规抚慰山南，吕子臧坚守不下，马元规遣使劝降，前后使者都被吕子臧所杀。隋炀帝被宇文化及所杀，李渊又派遣其婿薛君倩带着自己的手诏谕旨，吕子臧于是为炀帝发丧成礼。武德元年（618年）六月，吕子臧归唐，拜为邓州刺史，封南阳郡公。
吕子臧率所部数千人，与马元规合兵攻打朱粲。他对马元规说：“朱粲刚打了败仗，一战可擒。如果拖延，其部众逐渐收拢，力量增加粮食吃光，会跟我们死战，将成大患。”马元规没有采纳，吕子臧请求以本部兵马独攻朱粲，马元规也不许。不久，朱粲重振军势，在冠军自称楚帝，改年号昌达，进攻邓州。马元规撤退到南阳。吕子臧捶胸对马元规说：“因为不采纳我的意见，老夫因你而死了！”十月，朱粲围攻南阳，恰逢连绵大雨冲毁城墙，亲信劝吕子臧投降，吕子臧说：“安有天子方伯向盗贼投降的？”于是率麾下冲向敌人，战死。城池陷落，马元规也遇害。

## 延伸阅读
[在维基数据编辑]
 《舊唐書/卷187上》，出自刘昫《舊唐書》